# Yerma
Yerma (1934) es una obra teatral popular escrita por Federico García Lorca que desarrolla una tragedia de ambiente rural. Está dividida en tres actos de dos cuadros cada uno. Es una de las tres obras de teatro que forman parte de la "trilogía lorquiana", junto con La casa de Bernarda Alba (1936) y Bodas de sangre (1933).

## Argumento
El tema principal es el instinto frente a la represión, ya que Yerma lucha porque su instinto le dice que debe ser madre, pero no lo logra, y por eso termina odiándose.
Por un lado, a través de un gesto radical, se libera de la esterilidad de Juan, su marido, aunque no de su tragedia personal.
Por otra parte, la determinación de Yerma de matar a Juan obedece a la impulsividad, que lleva después al arrepentimiento cuando se da cuenta de que ha matado a su propio hijo, que ya no podrá nacer.
Por las normas impuestas por la sociedad, Yerma solo puede tener hijos con Juan, y al matarlo a él, ha matado a su única posibilidad de obtener lo que realmente desea más que a nada: tener un hijo.
Consciente del éxito del drama rural de teatro, Lorca elabora estas tragedias basándose en una conjugación de mito, poesía y sustancia real, tratando de retratar a una mujer a su vez oprimida y segura de sí misma.

## Simbología
Lorca utiliza una amplia serie de símbolos como recursos para marcar los sentimientos o las situaciones de los distintos personajes a lo largo de la obra (tanto en Yerma como en otras muchas). Algunos de estos son: la imagen y mención al agua de lluvia o la fuente, que representan la fecundidad; del agua corriente y la leche, que es la esperanza que tiene la mujer de quedar embarazada; las flores (sobre todo la rosa), que son la alegría por la maternidad; en cambio, la roca, la sequedad, la arena y las sombras simbolizan la esterilidad, mientras que el muro representa el impedimento.

## Representaciones destacadas

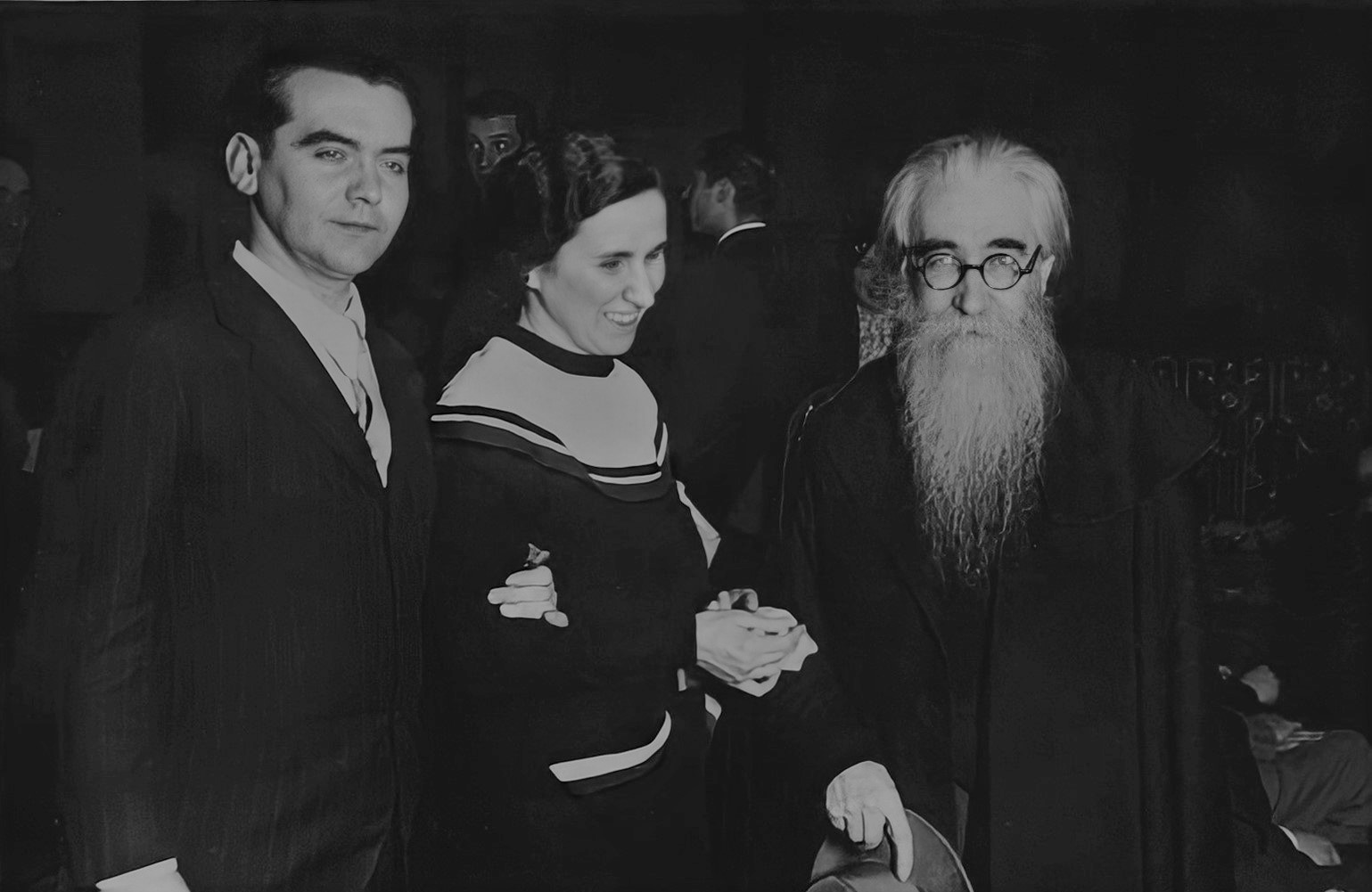
Lorca, Pura Maórtua de Ucelay y Valle-Inclán en el preestreno de Yerma, Madrid, 1934.

- Teatro (Estreno en Teatro Español de Madrid el 29 de diciembre de 1934). Intérpretes: Margarita Xirgu, Enrique Diosdado, Ricardo Merino, Pilar Muñoz, Carmen Collado, Pedro López Lagar y Eloísa Vigo.
- Teatro (1947). Intérpretes: Ana Mariscal.[1]
- Danza-teatro (1952). Dirección: Lester Horton. Versión titulada "Prado de Pena".
- Teatro (1960). Dirección: Luis Escobar. Intérpretes: Aurora Bautista.
- Teatro (1971). Dirección: Víctor García. Intérpretes: Nuria Espert, Daniel Dicenta, José Luis Pellicena, Amparo Valle, Paloma Lorena.
- Teatro (1976). Teatro Estudio Alarcón (Granada). Dirección: Manuel de Pinedo. Adaptación: Luis de Pinedo. Intérpretes: Aurora Serrano, Eduardo Fernández, Víctor Pablo Jiménez, Conchi Barrales, José Manuel Gómez.
- Cine (1998). Intérpretes: Aitana Sánchez-Gijón, Juan Diego, Irene Papas, María Galiana.
- Teatro (2012). Dirección: Miguel Narros. Intérpretes: Silvia Marsó, Marcial Álvarez e Iván Hermés
- Teatro (2015). Dirección: José Luis Arellano. Adaptación: Fernando J. López. Intérpretes: Mabel del Pozo, Iker Lastra, Eric Robledo, Luz Nicolás y Natalia Miranda.
- Teatro (2024). Dirección: Juan Carlos Martel. Intérpretes: María Hervás, Joan Amargós, David Menéndez, Marta Ossó, Isabel Rocatti.
- Cine (2017). Dirección: Emilio Ruiz Barrachina. Guion: Nicholas Aikin, Tirso Calero, Emilio Ruiz Barrachina. Música: Fausto Taranto. Fotografía: Juanma Postigo. Actores: Rebecca Grant, Miriam Díaz-Aroca, Mundy Rieu Jr., Susan Brickell, Francesc Pagès, Maria Ivanova, Christina K. Pascual, Yvonne Reyes, Jon Arias. Esta versión, titulada "Yerma: Barren", es una adaptación, que no cuenta la historia original en sí.

## Personajes principales
Yerma es una joven casada con Juan, un hombre que su padre quiso para que fuera su esposo. Ella ansiaba tener hijos como las demás casadas y por eso se casó con él, para buscar los hijos, no por amor.
Juan, esposo de Yerma, no le importa no tener hijos; se preocupa por Yerma, a la que quiere y por su honra, así como su trabajo. No le importa que Yerma quiera hijos, para él no es lo principal.
Víctor es amigo de la infancia de Yerma. Se da a entender que es el hombre con el que Yerma cree que puede tener hijos porque a su lado se siente diferente, pero su honra firme le impide intentarlo con otro que no sea su marido.
María es amiga de Yerma, le da esperanza y siempre la intenta animar y armarla de paciencia para que no se torture más.

## Filmografía
En la película Muerte en Granada (Marcos Zurinaga, 1996), que se basa en la obra La represión nacionalista de Granada en 1936 y la muerte de Federico García Lorca (Ian Gibson, 1971), se introduce el estreno de la obra como base de toda la trama de
la historia.